# Lanoe Hawker
Lanoe George Hawker (Longparish, 30 dicembre 1890 – Achiet, 23 novembre 1916) è stato un militare e aviatore britannico, che nel corso della prima guerra mondiale fu pilota da caccia della Royal Flying Corps, Asso dell'aviazione con sette vittorie, insignito della Distinguished Service Order e della Victoria Cross prima di essere abbattuto a sud di Bapaume in uno scontro aereo dall'asso tedesco Manfred von Richthofen che, dopo questo abbattimento, dipinse di rosso il suo velivolo dando così inizio alla leggenda del Barone Rosso.

## Biografia
Nacque a Longparish (Hampshire) il 30 dicembre 1890, all'interno di una famiglia di solide tradizioni militari, figlio di H.C. Hawker. Dopo aver frequentato la Stubbington House School di Stubbington, all'età di undici anni entrò nel Royal Navy College di Dartmouth, ma pur brillando nello sport non si distinse particolarmente negli studi e passò quindi a frequentare la Royal Military Academy di Woolwich  nel febbraio 1910, per essere poi assegnato ai Royal Engineers, in qualità di allievo ufficiale, il 20 luglio 1911.  Nell'estate del 1910 guardò un film dove si vedeva in volo un Wright Flyer, e dopo aver volato come passeggero su di un aereo a Bournemouth si iscrisse alla scuola di volo Deperdussin di Hendon, conseguendo il brevetto di pilota a proprie spese. Promosso primo tenente nell'ottobre 1913, fu trasferito in servizio presso il porto di Cork assegnato alla 33ª Compagnia da fortezza.  La sua richiesta di passaggio al Royal Flying Corps fu accolta nel 1914, e il 1 agosto di quell'anno, a guerra già iniziata, entrò in servizio presso la Flight D della Central Flying School di Upavon.

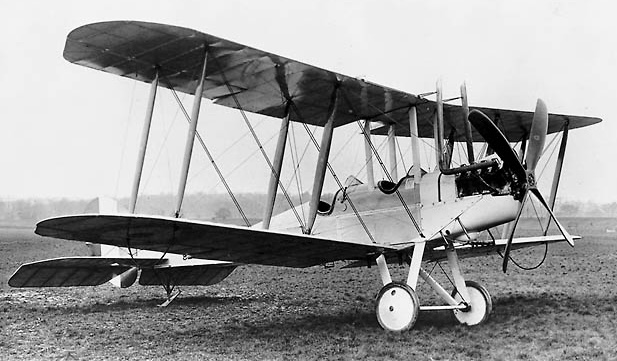
Un Royal Aicraft Factory BE2c

Nel mese di ottobre fu mandato a Ostenda, in Belgio, come capitano del No. 6 Squadron del RFC, volando a bordo di velivoli Farman MF.7. L'8 ottobre eseguì la sua prima missione a bordo di un BE.2a volando come osservatore, insieme al capitano A.C.E. Marsh, per segnalare la posizione raggiunta dalle armate tedesche in avanzata.
Nel 1915 lo Squadron fu riequipaggiato con velivoli B.E.2c, eseguendo missioni di ricognizione, e il 22 aprile fu insignito della Distinguished Service Order per aver attaccato con tre bombe da 20 lb lanciate dal velivolo un hangar di Zeppelin tedeschi a Gontrode.  In quella occasione usò un pallone da osservazione nemico come scudo al fuoco contraereo proveniente da terra. Durante la seconda battaglia di Ypres rimase ferito ad un piede a causa del fuoco contraereo e dovette essere trasportato da e per il velivolo, rifiutando di essere messo a terra finché non cessò la battaglia. Rientrato al reparto dopo il periodo di convalescenza trovò lo squadron dotato di alcuni aerei da caccia biposto Royal Aircraft Factory F.E.2 e monoposto Bristol Scout. Gli fu assegnato in dotazione uno di questi ultimi, armato con una mitragliatrice Lewis da 7,7 mm, e come meccanico trovò Ernest Elton.
Nel No. 6 Squadron prestò servizio con il capitano Louis Strange, e i due elaborarono insieme molti accorgimenti che furono adottati in servizio come il supporto per la mitragliatrice Lewis che consentiva di sparare obliquamente, il sistema per l'avanzamento durante l'uso del nastro per mitragliatrici Prideaux, la pratica per ricoprire con un rivestimento in tessuto la punta delle eliche, l'uso di stivali foderati di pelliccia in volo..

### Vittorie aeree

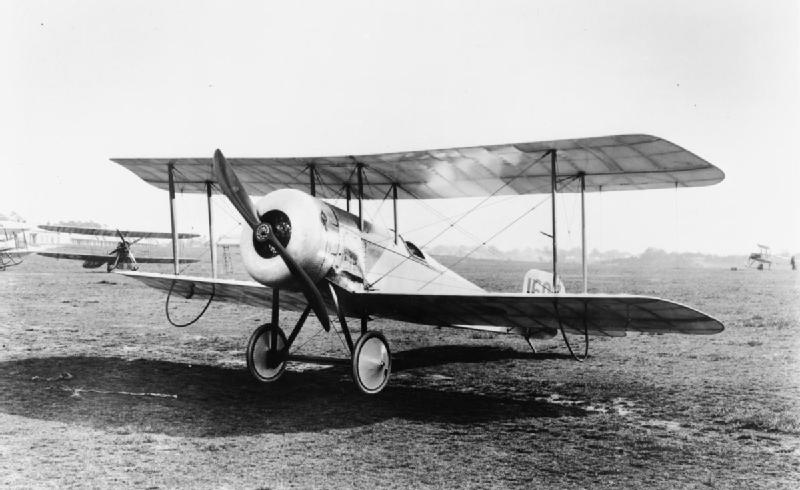
UN Bristol Scout in consegna al RFC. Lanoe Hawker ottenne la Victoria Cross nella missione del 25 luglio 1915 volando a bordo dell'esemplare serial no. 1611.

Conseguì la sua prima vittoria il 21 giugno 1915 abbattendo su Poelcapelle un DFW C.I mentre volava su un Bristol Scout, e nel pomeriggio del 25 luglio successivo conseguì una doppietta abbattendo due Albatros C.I, uno su Passchendaele e uno a sud-est di Zillebeke sempre volando su un velivolo Bristol. Per questa impresa fu insignito della Victoria Cross, la più alta onorificenza inglese.
Il 2 agosto andò in volo su di un FE2b conseguendo una nuova vittoria su Wulverghem (Heuvelland), e l'11 agosto, sempre volando su FE2b conseguì un'altra doppietta abbattendo un Aviatik C.I su Houthem e un Fokker E tra Lilla e Roubaix. La settima vittoria la ottenne il 7 settembre abbattendo un aereo nemico su Bixschoote.

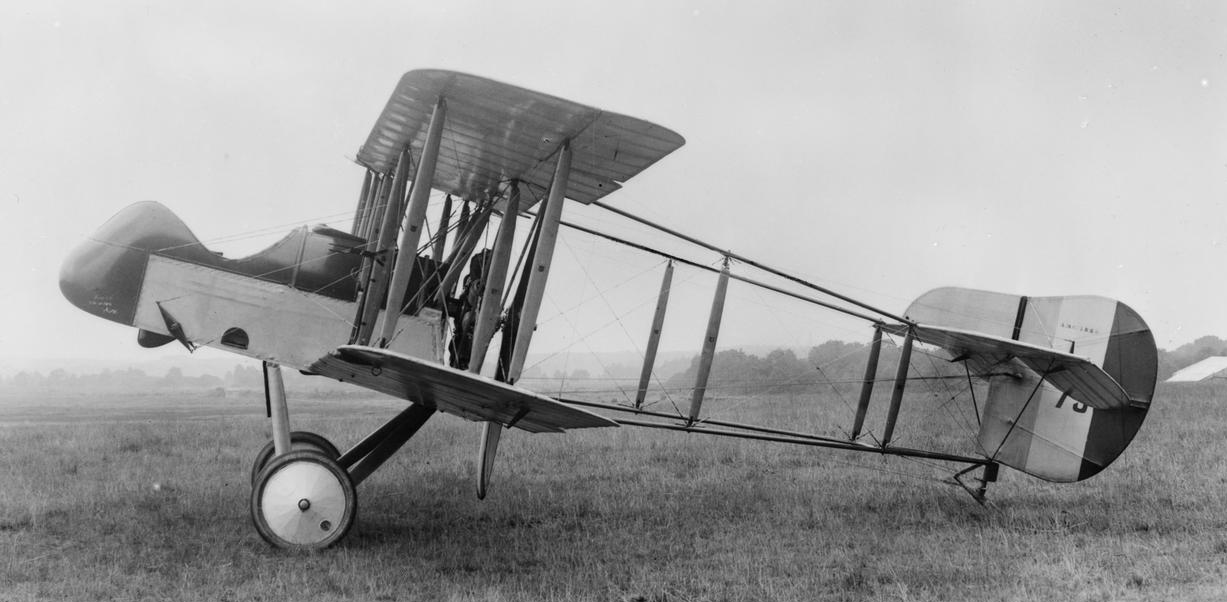
Un caccia Airco DH2

Promosso maggiore all'inizio del 1916 fu posto al comando della prima squadriglia di caccia monoposto dell'RFC, il No. 24 Squadron, di stanza sull'aeroporto di Hounslow Heath, ed equipaggiato con gli Airco DH.2. Dopo due incidenti mortali il nuovo velivolo, caratterizzato da una mitragliatrice Lewis installata anteriormente e da un motore rotativo, installato posteriormente all'abitacolo del pilota ed azionante un'elica spingente, non godeva di una buona reputazione. Al suo arrivo al reparto contribuì alla definitiva messa a punto dell'aereo e poi nel febbraio 1916 portò lo squadron a Bertangles, sul fronte della Somme, per contrastare i Fokker Eindecker delle Fliegertruppe tedesche che stavano dominando sul fronte occidentale, in vista dell'offensiva inglese in quel settore prevista nel mese di luglio. Il suo spirito aggressivo consentì allo squadron di conseguire 70 vittorie, con la perdita di 12 aerei e 21 piloti uccisi, tra il 30 giugno e la fine del mese di novembre. A partire dalla metà del 1916 il comando del Royal Flying Corps vietò ai comandanti di squadron di partecipare ai combattimenti, ma lui continuò a fare frequenti missioni di pattugliamento offensivo e voli di ricognizione, in particolare sui campi di battaglia della Somme.
Alle ore 13.00 del 23 novembre decollò da campo d'aviazione di Bertangles a bordo del DH-2 (serial No. 5964) appartenente alla Flight A, insieme al comandante della squadriglia, capitano J.O. Andrews e al tenente Robert Saundby. Giunti sopra Achiet i tre aerei avvistarono dei velivoli tedeschi in volo a quota inferiore ed egli si gettò in picchiata per impegnarli, subito seguito dagli altri due piloti inglesi.  Impegnò combattimento con un caccia Albatros D.II, appartenente alla Jasta 2, al comando del tenente Manfred von Richthofen,  ma rimasto a corto di carburante abbandonò il combattimento tentando di dirigersi verso le linee alleate. Fu brevemente inseguito dal caccia tedesco che sparò un'ultima raffica in quanto gli si incepparono le armi, ma l'ultimo proiettile sparato colpì il pilota inglese alla testa uccidendolo all'istante.  Il DH-2 precipitò da una quota di 300 m, toccando il suolo a 200 m ad est della fattoria "Luisenhof", appena a sud di Bapaume, sulla via Flers. Il relitto fu raggiunto da alcuni granatieri tedeschi che estrassero il corpo del pilota, seppellendolo poi a 230 m ad est della fattoria.

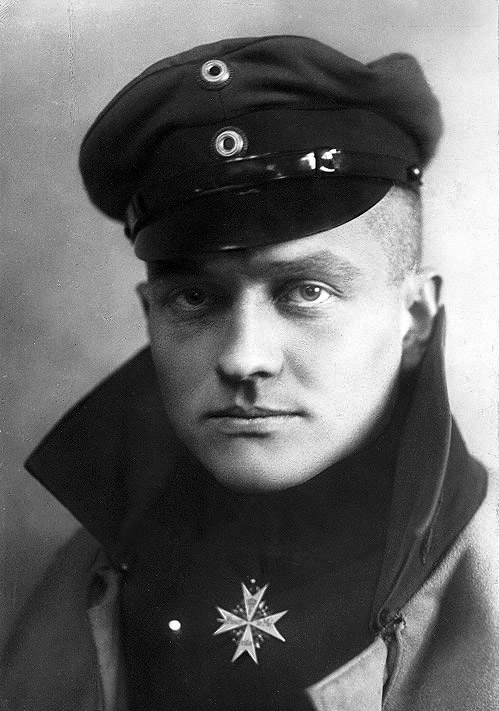
Manfred von Richthofen

Il maggiore Lanoe George Hawker è commemorato presso l'Arras Flying Services Memorial  all'interno del Cimitero di guerra inglese di Arras, in cui sono ricordati i nomi di 34.592 ufficiali, sottufficiali e soldati deceduti sul fronte occidentale nella prima guerra mondiale, e le cui tombe sono ignote.
La Victoria Cross originale di Hawker andò perduta quando i beni della famiglia Hawker furono abbandonati in seguito alla caduta della Francia nel maggio-giugno 1940. Al loro ritorno dopo la seconda guerra mondiale, gli eredi scoprirono che tutti i loro beni, tra cui la VC, erano stati rubati. Una copia dell'onorificenze fu consegnata al fratello il 3 febbraio 1960, ed attualmente è esposta presso il Royal Air Force Museum di Hendon.
Hawker era cugino di Arthur Bagot, ufficiale della Royal Navy durante la prima guerra mondiale e decorato con la Albert Medal.
Una finestra (disegnata da Francis Skeat) commemorativa del maggiore Hawker fu installata nella chiesa di St. Nicholas, a Longparish, nel 1967. Una copia della finestra è esposta presso il Museum of Army Flying di Middle Wallop.

### Annotazioni
1. ↑  Brevetto di aviatore n.435 conseguito il 4 marzo 1913, e consegnato dal Royal Aero Club inglese.
2. ↑  Tale reparto era originariamente di stanza a Farnborough.
3. ↑  Inoltre fu nominato comandante della Flight A del No.6 RAF Squadron.
4. ↑  Tale hangar era normalmente utilizzato dallo Zeppelin LZ-35.
5. ↑  Anch'egli asso dell'aviazione durante la prima guerra mondiale con 17 abbattimenti confermati.
6. ↑  Nel corso el 1916 insieme a W.L. French studiò un sistema per portare la capacità del tamburo della mitragliatrice Lewis a 97 colpi, e tale sistema divenne poi di uso generale nel RFC e nel RNAS a partire dal mese di luglio dello stesso anno.
7. ↑  Si trattava di un Albatros C.I appartenente alla Feldflieger Abteilung 3. Il pilota Oberleutnant Uebelacker e l'osservatore Hauptmann Hans Roser rimasero uccisi.
8. ↑  Progettò un apposito mirino ad anello ed un dispositivo di bloccaggio per la mitragliatrice Lewis, e realizzò uno stivale in pelle di pecora, detti "fug-boots", che raggiungeva la parte superiore della coscia per contrastare il rischio di congelamento ad alta quota.
9. ↑  Il caccia Albatross D.II era più veloce e pesantemente armato del DH-2, contando su due mitragliatrici lMG 08/15 da 8 mm.
10. ↑  Durante il combattimento von Richthofen sparò circa 900 proiettili.
11. ↑  Si trattava dell'undicesima vittoria conseguita da von Richtofen, il quale prese dal relitto la mitragliatrice dell'aereo appendendola in seguito sulla porta del suo alloggio.
12. ↑  Presso questo settore del cimitero sono ricordati i nomi di 991 appartenenti all'aviazione inglese, provenienti da vari paesi del Commonwealth, le cui tombe non sono conosciute.

### Fonti
1. 1 2 3 4 5 6 7  Twenty Four 2003, p. 8.
2. 1 2 3 4 5 6  Shores, Franks, Guest 1996, p. 188.
3. 1 2  Chaz Bowyer, Hawker – Pioneer of air fighting, in Aircraft Illustrated Extra, Ian Allan Ltd. (7), pag. 11–18.
4. 1 2  Twenty Four 2003, p. 9.
5. ↑  http://www.pbs.org/wgbh/nova/military/strange-captain.html
6. ↑  Guttman 2009, p. 22.
7. ↑   Early A I Rcraft Armament, su quarry.nildram.co.uk. URL consultato il 1º dicembre 2012 (archiviato dall'url originale il 3 gennaio 2013).
8. ↑  German plane shot down 25 July 1915 – Great War Forum Archiviato il 23 dicembre 2007 in Internet Archive. at 1914–1918.invisionzone.com
9. ↑  Guttman 2009, pp. 22-23.
10. 1 2  Cooksley 2001, p. 5.
11. ↑  Cooksley 2001, p. 16 , tra cui quello che vide coinvolto il capitano Robert Maxwell-Pike il 9 agosto 1915.
12. ↑  Guttman 2009, p. 32.
13. ↑  Hart 2001, p. 52.
14. 1 2 3 4 5  Cooksley 2001, p. 19.
15. ↑  Guttman 2009, pp. 46-48.
16. ↑   CWGC entry, su cwgc.org.
17. ↑   The following Victoria Crosses are held by the Royal Air Force Museum, su victoriacross.org.uk, victoriacross.org, 1º dicembre 2010. URL consultato il 13 settembre 2013.
18. ↑  Staunton 2005, p. 298.
19. ↑   St. Nicholas, Longparish (JPG), su hampshirechurchwindows.co.uk, Hampshire Church Windows. URL consultato il 25 dicembre 2010.
20. ↑   Robert Eberhard, Stained Glass Windows at St. Nicholas, Longparish, Hampshire, su stainedglassrecords.org, Church Stained Glass Windows, ottobre 2009. URL consultato il 25 dicembre 2010 (archiviato dall'url originale il 12 marzo 2012).
21. ↑   St. Nicholas Church, su longparish.org.uk, Longparish Village Handbook, 8 gennaio 2008. URL consultato il 25 dicembre 2010 (archiviato dall'url originale il 28 agosto 2008).
22. ↑  (EN) The London Gazette (PDF), n. 29273, 24 agosto 1915.
23. ↑  The London Gazette, Supplement 29147, 8 May 1915, pag.4507.